# Умаров, Кайрат Ермекович
Кайрат Ермекович Умаров (каз. Қайрат Ермекұлы Омаров; 12 января 1963, Фергана, Узбекская ССР, СССР) — казахстанский государственный деятель, дипломат.

## Биография
В 1979 году — окончил Алма-Атинский педагогический институт иностранных языков по специальности «учитель английского и французского языков».
С 1985 по 1987 годы — служба в Советской армии.
С 1987 по 1988 годы — преподаватель в Алма-Атинском педагогическом институте иностранных языков.
С 1988 по 1989 годы — научный сотрудник Института истории, этнографии и археологии Академии наук Казахстана.
С 1989 по 1991 годы — главный редактор переводов с английского языка главной редколлегии по художественному переводу при Союзе писателей РК.
С 1991 по 1992 годы — референт Казсовпрофа.
С 1992 по 1994 годы — второй, первый секретарь, заведующий отделом Европы и Америки министерства иностранных дел Республики Казахстан.
С 1994 по 1996 годы — первый секретарь, советник Посольства РК в США.
С 1996 по 1998 годы — начальник управления, заместитель директора департамента Европы МИД РК.
С 1998 по 2004 годы — советник-посланник Посольства РК в США.
С января по апрель 2004 года — посол по особым поручениям МИД РК.
С апреля по август 2004 года — Главный инспектор Центра внешней политики Администрации Президента РК.
С 27 августа 2004 по 9 сентября 2009 года — Чрезвычайный и Полномочный Посол Республики Казахстан в Республике Индия.
С 22 мая 2008 по 9 сентября 2009 года — Чрезвычайный и Полномочный Посол Республики Казахстан в Демократической Социалистической Республике Шри-Ланка по совместительству.
С 9 сентября 2009 по 4 января 2013 года — заместитель Министра иностранных дел Республики Казахстан.
С 4 января 2013 по 4 января 2017 года — Чрезвычайный и Полномочный Посол Республики Казахстан в Соединённых Штатах Америки.
С 4 января 2017 по 30 сентября 2020 года — Постоянный представитель Республики Казахстан при Организации Объединённых Наций.
Дипломатический ранг — Чрезвычайный и Полномочный Посланник 1-го класса.
С 30 сентября 2020 года по 6 октября 2022 года — Чрезвычайный и Полномочный Посол Республики Казахстан в Республике Австрия, Постоянный представитель Республики Казахстан при международных организациях в городе Вене.
С 6 октября 2022 года по 16 мая 2024 года— первый заместитель министра иностранных дел Республики Казахстан.
С 16 мая 2024 года — Постоянный представитель Республики Казахстан при Организации Объединённых Наций.

## Награды
- Орден Парасат (2016)[10]